# 太秦供康
太秦 供康（うずまさ ともやす、 1866年12月5日（慶応2年10月29日）- 1925年（大正14年）1月30日）は、明治から大正期の日本陸軍軍人、政治家、奈良華族。最終階級は陸軍歩兵少佐。貴族院男爵議員。旧姓・堀河。

## 経歴
山城国京都で右近衛権佐・堀河親賀の三男として生まれ、元興福寺慈尊院住職・太秦供親の養子となり、養父の隠居に伴い明治5年5月4日（1872年6月9日）に家督を相続。1875年（明治8年）3月、華族に列せられ、1884年（明治17年）7月8日、男爵を叙爵した。 
陸軍士官学校（旧10期）に入り、1888年（明治21年）7月28日、歩兵少尉に任官。以後、歩兵第37連隊中隊長、歩兵第49連隊大隊長、皇族附武官（彰仁親王附）、元帥副官、第1師管軍法会議判士長、天長節観兵式諸兵指揮官副官、被服装具陣具及び携帯食糧改良審査委員などを歴任。歩兵少佐に昇進し、1908年（明治41年）予備役に編入された。
1911年（明治44年）3月14日、貴族院男爵議員補欠選挙で当選し、研究会に所属して活動し、死去するまで在任した。墓所は多磨霊園。

## 親族
- 養母：太秦周子（ちかこ、高野保美二女）[1]
- 妻：太秦信子（山井氏胤三女）[1]
- 長男：太秦康光（男爵・北海道大学名誉教授）[1]
- 長女：登美子（平山洋三郎夫人）[1]